# Joseph Kerwin
Joseph Peter Kerwin dit Joe Kerwin est un astronaute américain né le 19 février 1932.

## Biographie
En 1965, Kerwin est intégré dans le quatrième groupe d'astronautes de la NASA, qui est le tout premier composé non plus de pilotes, mais de scientifiques.
En 1970, il est l'un des CAPCOM de la mission Apollo 13 ; à ce titre, lui qui reçoit le message de confirmation de la survie de l'équipage juste après la rentrée dans l'atmosphère du vaisseau.

## Vol réalisé
Kerwin ne réalise qu'un seul vol spatial.

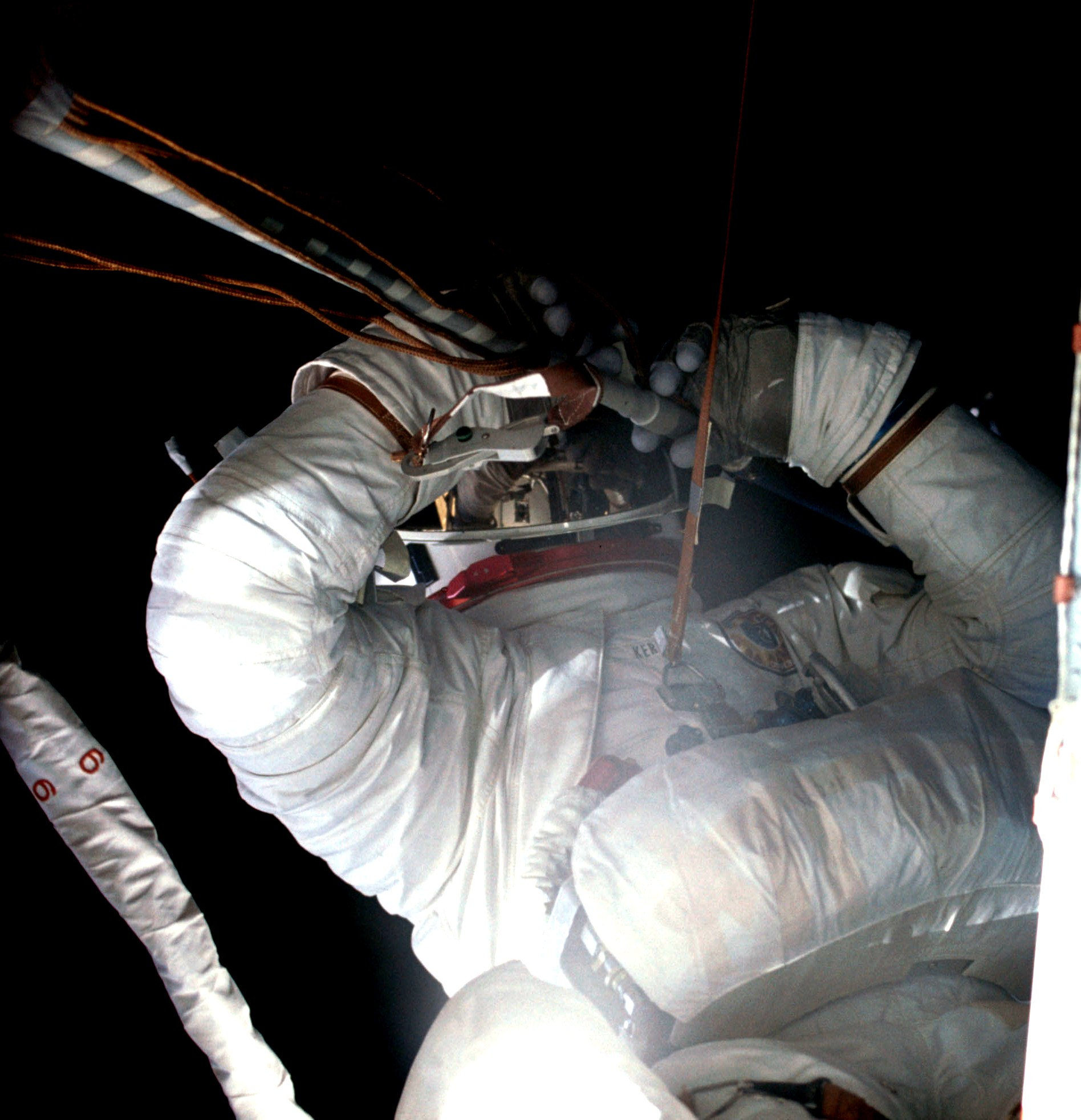
Kerwin le 7 juin 1973 durant son EVA hors de Skylab.

Le 25 mai 1973, il participe à la mission Skylab 2 en direction de la station américaine Skylab.
Le 7 juin, en compagnie de Conrad, il effectue une sortie extravéhiculaire d'une durée de 3h 25m.
Le 22 juin, en rentrant sur terre, l'équipage bat le record de durée de vol (plus de 28 jours), mais il sera dépassé peu après par les deux équipages suivants.